# Alexandre Léonard
Pour les articles homonymes, voir Léonard.
Alexandre Léonard (nom chinois : 赉安, en pinyin : Lai An) est un architecte français né à Paris 1er le 26 novembre 1890, disparu à Shanghai le 13 mars 1946.

## Biographie et réalisations
Diplômé des Beaux Arts de Paris en 1919, il crée en 1922 avec Paul Veysseyre l'agence « Léonard-Veysseyre » à Shanghai, à laquelle se joindra Arthur Kruze de 1934 à 1939. Outre le Club sportif français rue Maoming, en partie détruit en 1986, l'agence, dont le principal commanditaire est la Foncim, gestionnaire des biens immobiliers de l'ISS (International Savings Society), réalisera des immeubles de rapport (gongyu) dont le Béarn et le Gascogne (rue Huaihai), ou encore Magy Apartments, mais aussi le musée Heude, le poste de police Mallet, l'école Rémi, l'institut Pasteur, la Chung Wai bank, des résidences privées et des « immeubles à petits loyers » qui constituent les cités chinoises ou lilongs propres au paysage shanghaien.
Les immeubles conçus par Léonard aux lignes verticales ou horizontales soulignées, souvent en angle de rue, ont été protégés et demeurent remarquables dans le paysage de la concession française.